# Blauwtongskinken
Blauwtongskinken (Tiliqua) zijn een geslacht van hagedissen uit de familie skinken (Scincidae).
De meeste soorten worden met een lengte vanaf ongeveer dertig centimeter vrij groot. Blauwtongskinken hebben een gedrongen lichaam met korte poten en een relatief korte staart. Ze bezitten een zware bepantsering van dikke, gladde schubben. Er zijn zeven verschillende soorten die hun Nederlandse naam danken aan de kobaltblauwe tong. De rest van het lichaam is echter onopvallend gekleurd; de lichaamskleur varieert van bruin tot grijs, vaak is een patroon van vlekken of strepen aanwezig.
Blauwtongskinken leven in Australië, Papoea-Nieuw-Guinea en Indonesië. De meeste soorten komen voor in Australië. Blauwtongskinken kunnen zowel in droge schrale gebieden als sterk begroeide streken worden aangetroffen. Op het menu staan kleine ongewervelde prooien als insecten en slakken maar ook plantendelen worden gegeten. Over de levenswijze van deze dieren is veel bekend omdat veel soorten populair zijn in de handel in exotische dieren.

## Verspreiding en habitat
Blauwtongskinken zijn vrijwel allemaal endemisch in Australië, van de zeven soorten komt de reuzenblauwtongskink (Tiliqua gigas) voor op Papoea-Nieuw-Guinea en Indonesië, en een ondersoort van de Tanimbar-blauwtongskink (Tiliqua scincoides chimaerea) komt voor op de Molukken.
Australische blauwtongskinken hebben een voorkeur voor wat drogere, schralere omgevingen zoals halfwoestijnen en bosranden, de Aziatische soorten prefereren tropische regenwouden. Alle soorten leven van fruit en planten en deze moeten het grootste deel van het jaar dan ook voldoende beschikbaar zijn. Daarnaast is een strooisellaag en de aanwezigheid van omgevallen holle bomen, rotsen of holen van andere dieren een vereiste om in te kunnen schuilen. De meeste soorten leven in het voor Australië karakteristieke scrubland tot steppe-achtige gebieden en bosranden. Australische blauwtongskinken kunnen in relatief droge klimaten overleven en kennen ook enige tolerantie tegen koude.
Reuzenblauwtongskinken leven in de tropische regenwouden van Indonesië en hebben dus een veel hogere luchtvochtigheid nodig dan de soorten uit Australië maar hebben qua voeding in principe dezelfde behoeften. Ze verstoppen zich graag ingegraven in de bodem en zoeken daar ook naar slakken en regenwormen.

## Kenmerken

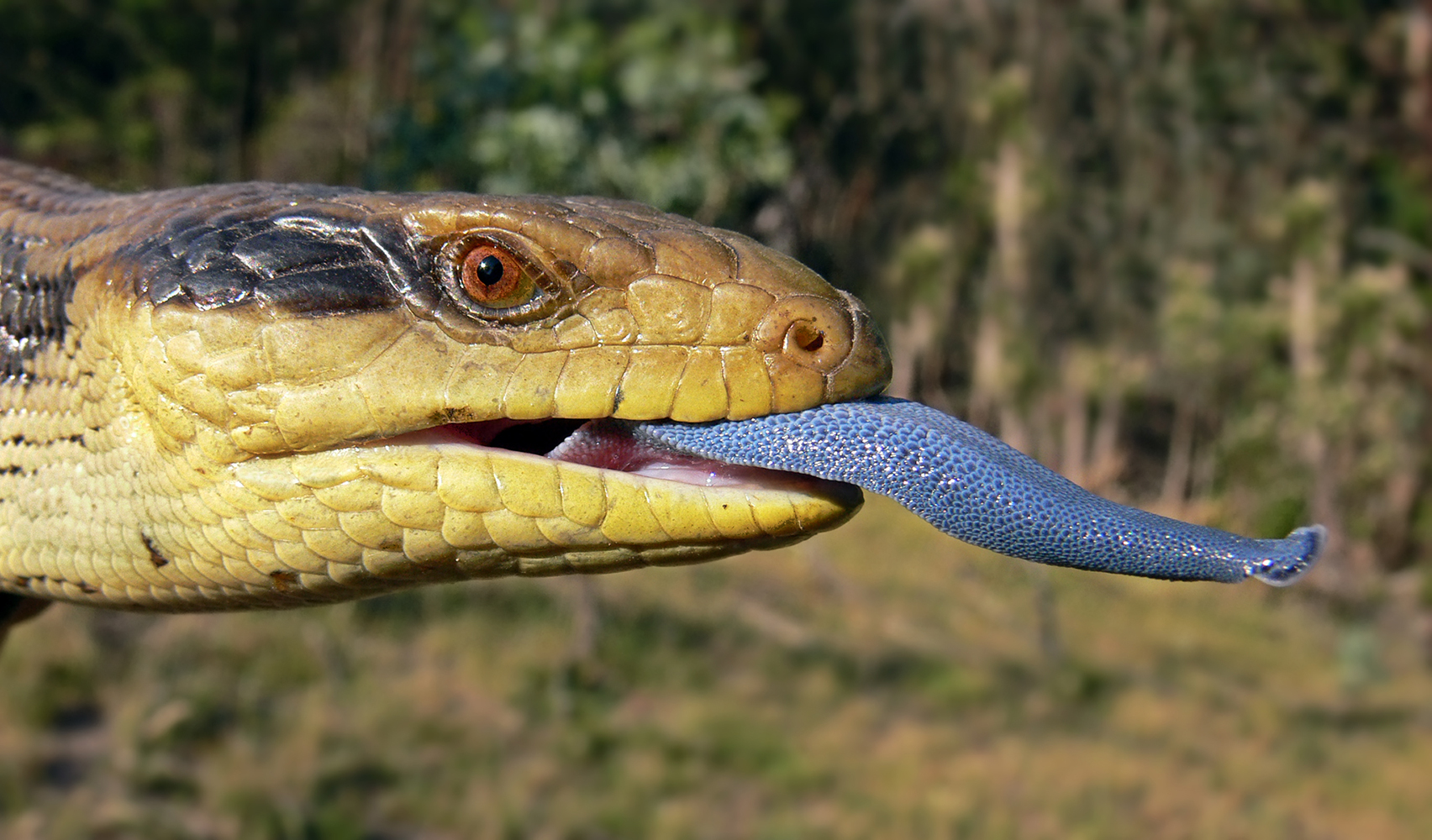
Gevlekte blauwtongskink (Tiliqua nigrolutea) steekt zijn tong uit.

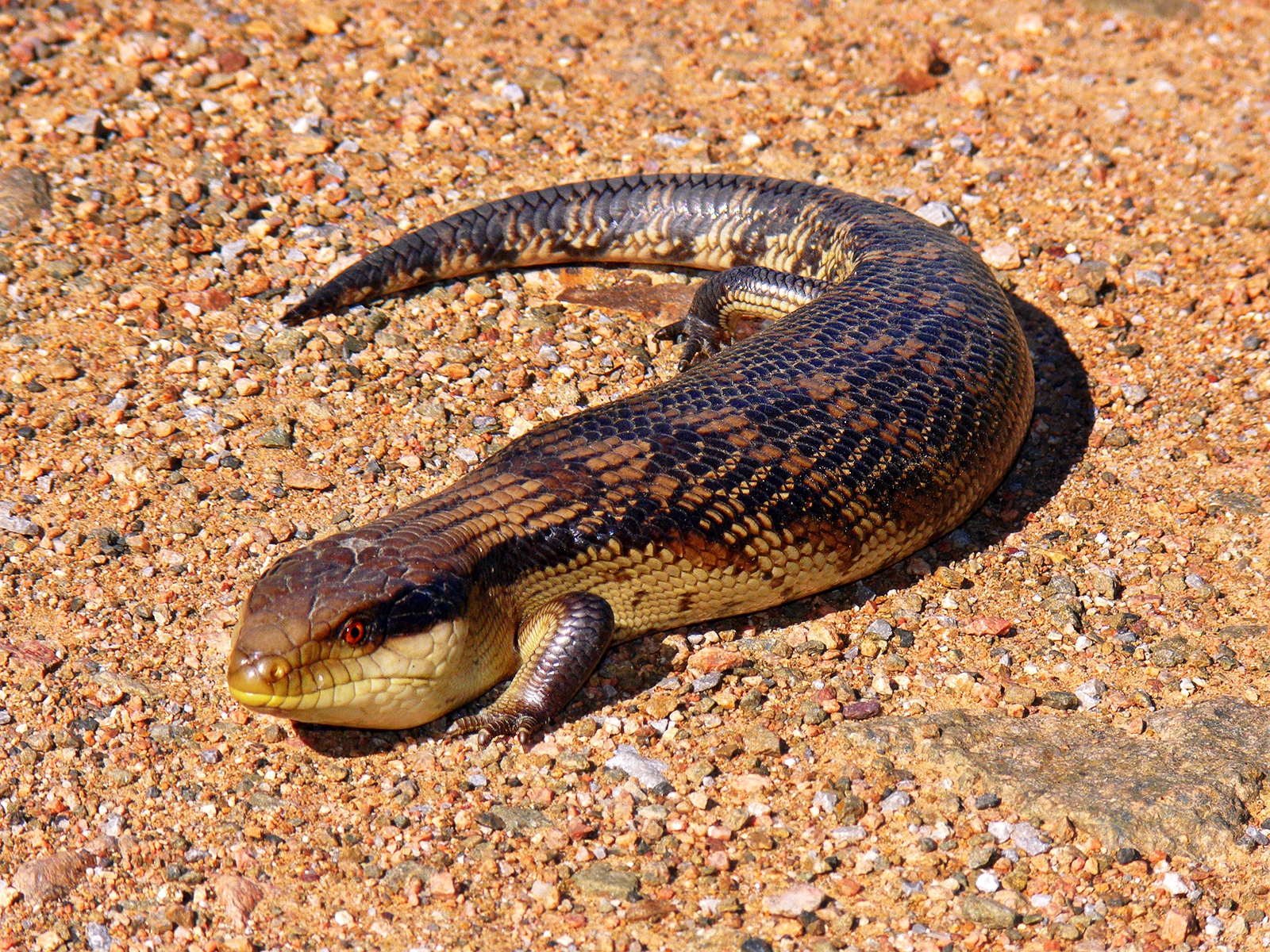
Een zonnende Oostelijke blauwtongskink (Tiliqua scincoides scincoides).

Blauwtongskinken zijn typische vertegenwoordigers van de skinken vanwege het langwerpige, rolronde lichaam en de lange staart. Skinken worden verder gekenmerkt worden door korte pootjes en een stevig pantser van gladde schubben.
De kop van skinken is opvallend, de kop is altijd groot en breed is en enigszins driehoekig van vorm. De neusgaten zijn aan de voorzijde van de snuit geplaatst, door de grote kop lijken de ogen relatief klein. De pupil is rond wat wijst op een dagactieve levenswijze. Blauwtongskinken hebben allemaal een blauwe tong, deze is vaak verbreed en heeft bijna altijd een karakteristieke kobaltblauwe kleur. De blauwe kleur dient ter afschrikking, als de skink zijn bek open spert steekt de blauwe tong sterk af tegen de rode slijmvliezen wat een afschrikwekkende functie heeft. Door de onnatuurlijke blauwe kleur denken vijanden dat de hagedis giftig is, bovendien wordt de tong onverwachts getoond. De blauwe kleur van de tong is een vorm van aposematisme en wordt wel een schrikkleur genoemd.
De lichaamslengte kan variëren, de meeste soorten worden ongeveer 30 tot 40 centimeter lang inclusief staart. De grootste vertegenwoordiger is de noordelijke blauwtongskink (Tiliqua scincoides intermedia) die een totale lichaamslengte van meer dan 60 cm kan bereiken. De lichaamskleur is bij alle soorten bruin tot grijs en in sommige gevallen heel donker tot zwart of juist heel licht, neigend naar crèmekleurig. De pijnappelskink is een van de soorten die heel donker kan worden, oudere exemplaren van de reuzenblauwtongskink kleuren lichter naar witgeel. De meeste soorten echter, inclusief de laatstgenoemden, hebben een bruingrijze kleur met donkere vlekken of strepen. Deze kunnen een marmertekening vormen, ook dwarsbanden, nettekeningen en lengtestrepen komen voor. Door de vaak onregelmatige patronen valt de hagedis weg tegen de ondergrond doordat de lichaamsschakeringen worden gebroken. De lichaamstekeningen kunnen variëren tussen de verschillende ondersoorten. Er is soms echter ook een grote variatie in de tekeningen tussen de ondersoorten zodat ze juist moeilijke uit elkaar te houden zijn zoals de ondersoorten van de gewone blauwtongskink.
Het lichaam is bedekt met grote, dikke schubben die glanzen alsof ze zijn gepolijst. De schubben overlappen elkaar aan de achterzijde zodat ze een stevig pantser vormen. Ze dienen voornamelijk ter bescherming ook hebben de dieren weinig weerstand als ze over het zand of aarde lopen. Ook is de huid beter beschermd tegen uitdroging door het nauwsluitende pantser. De schubben van sommige soorten overlappen elkaar zeer sterk of zijn gekield, zoals bij de pijnappelskink. Het geslachtsonderscheid bij de skinken is moeilijk en men kan het beste kijken naar de lengte van de romp; dus tussen de voor- en achterpoten. Bij mannetjes is de romp langer dan bij vrouwtjes, dit is reeds bij de juvenielen te zien. De mannetjes hebben daarnaast een relatief dikkere staartbasis. Dit zijn echter geen concrete manieren om het geslacht te bepalen bij blauwtongskinken, veel houders zeggen dat men pas zeker weet of een dier een man betreft als hij een zogenaamde 'mating plug' in het hok heeft achter gelaten en je pas met zekerheid is te zeggen of het een vrouw is als zij jongen heeft gekregen.
De poten zijn relatief kort en dik, de overgang van dij naar scheen is vaak moeilijk te zien. De poten zijn echter krachtig en hoewel de skink zich meestal langzaam voortbeweegt kan het dier in nood enige afstand rennen. Iedere vinger en teen draagt een lange nagel zodat alle poten in krachtige klauwen eindigen.
De staart is bij de meeste soorten relatief kort en bij een aantal soorten zelfs extreem kort. De meeste skinken hebben juist een lange staart. Bij de pijnappelskink is de staart slechts iets langer dan de kop en bovendien sterk verdikt wat dient om vijanden te misleiden die vervolgens de verkeerde kant aanvallen. De staart vervult een functie als vetopslag. De vetvoorraad wordt aangesproken tijdens de koude wintermaanden als de skinken veel moeten schuilen en niet kunnen eten.

## Levenswijze

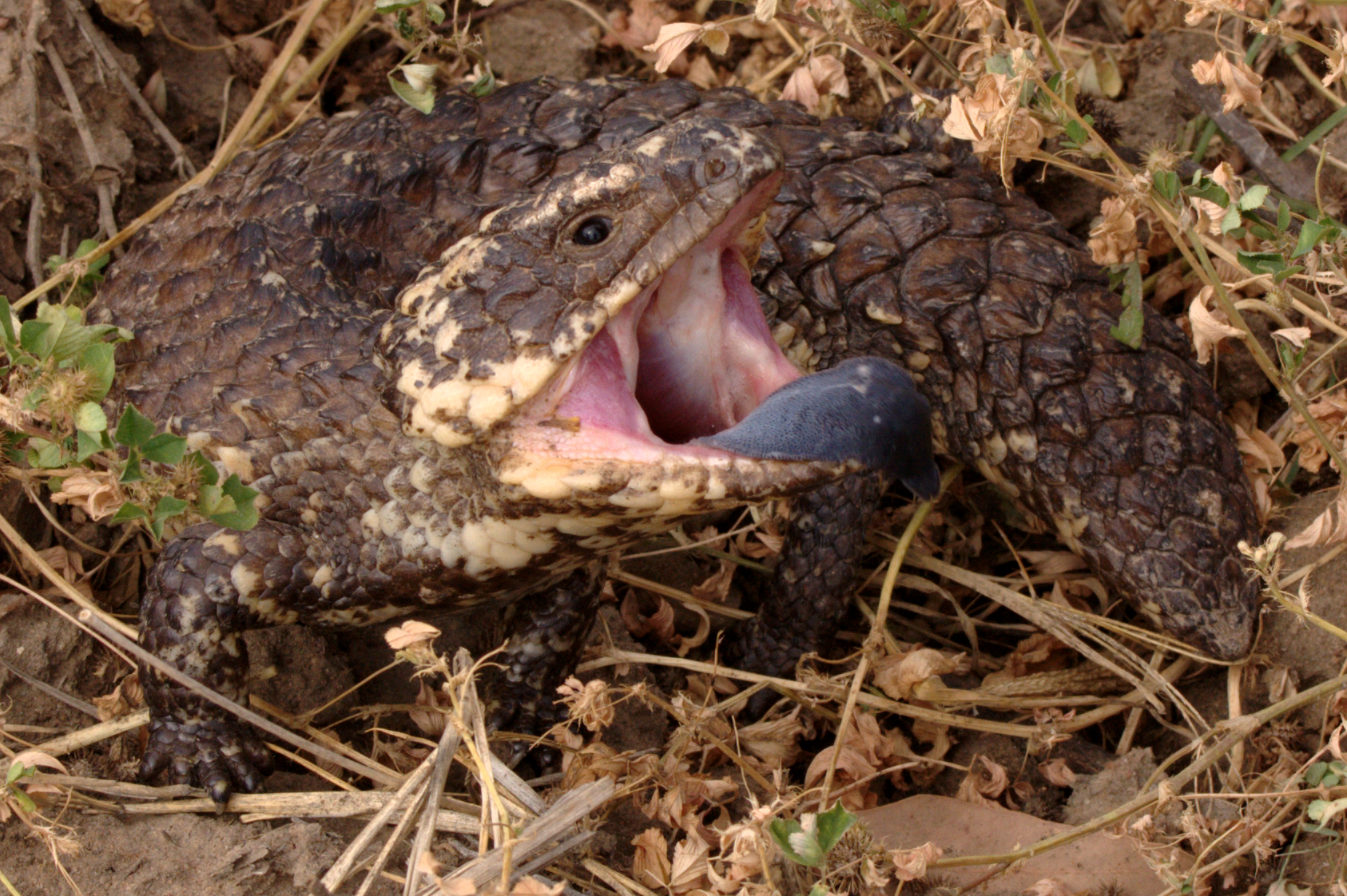
Dreighouding van de pijnappelskink (Tiliqua rugosa).

Blauwtongskinken zijn altijd dagactief en zijn bodembewonend. Ze houden zich 's nachts op onder stenen, in rotsspleten, tussen de bladeren in de strooisellaag, in holle bomen en in holen van andere dieren. Net als alle reptielen zijn blauwtongskinken koudbloedig (poikilotherm) en ze warmen zich vaak op door te zonnebaden. Hierdoor worden ze sneller en daarnaast bevordert warmte de spijsvertering. In de winterperiode is het te koud om te bewegen en bovendien staat de gehele stofwisseling op een laag pitje. Ze schuilen gedurende deze periode in een hol of spleet en teren op hun vetreserves. Pas als de temperaturen hoger worden zoeken de skinken actief naar voedsel.
Blauwtongskinken zijn omnivoor; ze leven voornamelijk van plantendelen maar grijpen ook kleine diertjes. Voornamelijk ongewervelden als insecten en slakken maken deel uit van het dierlijke menu. Sommige soorten hebben een duidelijke voorkeur voor huisjesslakken en ook enkele soorten die sterk aan blauwtongskinken zijn verwant worden gezien als liefhebbers van slakken. Een voorbeeld is de slakkenskink (Cyclodomorphus gerrardii), deze soort heeft vergrote kiezen om de slakkenhuisjes te kraken en werd vroeger ook tot het geslacht van de blauwtongskinken gerekend. De planten die worden gegeten bestaan uit fruit, bladeren en bloemen.
De vijanden van de blauwtongskink bestaan uit drie groepen; natuurlijke predatoren, door de mens ingevoerde dieren en ten slotte de mens zelf.
De natuurlijke predatoren zijn hagedisetende dieren die leven in Australië en Indonesië. Voorbeelden zijn slangen als de bruine slang (Pseudonaja textilis), de zwarte adder (Pseudechis porphyriacus) en de soort Pseudechis australis. Alle drie deze slangen zijn zeer giftig en doden de skink door deze te bijten. Ook verschillende varanen eten de skink als ze de kans krijgen. Daarnaast zijn een aantal roofvogels aan te merken als vijand, zoals de haviksvalk (Falco berigora) en de gewone kookaburra (Dacelo novaeguineae). Ook de dingo (Canis lupus dingo), een hondachtige, is een belangrijke vijand. De dingo is in de prehistorie door de mens geïntroduceerd en is al lange tijd onderdeel van de Australische natuur.
De mens heeft echter ook recentelijk verschillende dieren meegebracht die de inheemse fauna bedreigen. Voorbeelden van dergelijke exotische soorten die een negatieve invloed hebben op de blauwtongskinken zijn huisdieren als honden en katten die op de volwassen exemplaren jagen. Andere geïntroduceerde dieren zoals varkens graven de eieren op.
De mens zelf ten slotte heeft verschillende negatieve invloeden op de blauwtongskinken. De skinken worden door hun deels slakkenetende levenswijze gewaardeerd door de mens maar door tuinen te voorzien van insecticiden of slakkengif kan een skink deze stoffen met de gegeten prooien binnenkrijgen wat dodelijk kan zijn. Ook het maaien van de begroeiing eist slachtoffers en jaarlijks worden vele dieren doodgereden door het verkeer.
In vroeger tijden werden de hagedissen als giftig gezien door de blauwe tong en werden uit voorzorg massaal doodgeslagen. Deze praktijken zijn inmiddels verleden tijd; men weet dat de dieren veel geld waard zijn en veel soorten zijn bovendien zeldzaam. Van de zeven soorten is alleen Tiliqua adelaidensis opgenomen op de Rode Lijst van de IUCN, deze soort staat te boek als bedreigd (EN of endangered).

## Voortplanting en ontwikkeling
In de lente vangt de voortplantingstijd aan, na de koude periode. De mannetjes zoeken dan een vrouwtje om te paren. Als ze een ander mannetje tegenkomen wordt vaak gevochten waarbij de skinken elkaar bijten. De mannetjes kunnen hier serieuze verwondingen aan overhouden.
Het mannetje bijt met zijn bek in de nek van een vrouwtje om zich te ankeren, een gewillig vrouwtje steekt haar staart omhoog zodat het mannetje kan paren. Als ze niet paringsbereid is bijt ze van zich af. Zowel de mannetjes als de vrouwtjes kunnen wonden oplopen bij de paarpogingen maar deze genezen snel. Na de paring zet het mannetje geursporen af door met zijn cloaca over de bodem te wrijven. Zo worden andere mannetjes gewaarschuwd uit de buurt te blijven. Een mannetje blijft na de paring vaak in de buurt van het vrouwtje om te voorkomen dat andere mannetjes met haar paren. Dergelijk gedrag kan bij sommige soorten oplopen tot 25 dagen.
Blauwtongskinken zijn eierlevendbarend; ze ontwikkelen wel eieren maar deze komen in het moederlichaam al uit. De ontwikkelingsduur is vrij lang en kan oplopen tot bijna vier maanden. Als de jongen geboren worden zijn ze al volledig ontwikkeld. Het aantal jongen is afhankelijk van de soort en varieert van enkele tot enige tientallen per keer. Het aantal jongen is afhankelijk van de lichaamsgrootte en de leeftijd van het vrouwtje; oudere en grotere exemplaren kunnen meer jongen ontwikkelen. Omdat de draagtijd lang is en het veel energie kost om de jongen te voeden, zijn de vrouwtjes niet ieder jaar paringsbereid. Veel soorten paren om het jaar zodat het vrouwtje aan kan sterken. Blauwtongskinken hebben het vermogen om de jongen in het lichaam te ontwikkelen waarschijnlijk verkregen doordat de bodemtemperatuur te laag is voor de ontwikkeling van eieren in de grond. Daarnaast hebben de volwassen skinken weinig vijanden zodat de jongen veiliger zijn in het moederdier.
Zodra de jongen geboren zijn, gaan ze hun eigen weg, er is geen vorm van broedzorg bekend. Eventuele doodgeboren jongen worden door de moeder opgegeten. Na ongeveer drie jaar zijn ze volwassen. Hoe ouder de skink wordt, hoe langzamer deze groeit. Blauwtongskinken kunnen in het wild meer dan tien jaar oud worden. In gevangenschap echter, waar ze geen last hebben van vijanden en natuurlijk verval door bijvoorbeeld parasieten, kunnen ze tientallen jaren oud worden. Van de gewone blauwtongskink is bekend dat in gevangenschap een leeftijd van meer dan 26 jaar kan worden bereikt.

## In gevangenschap

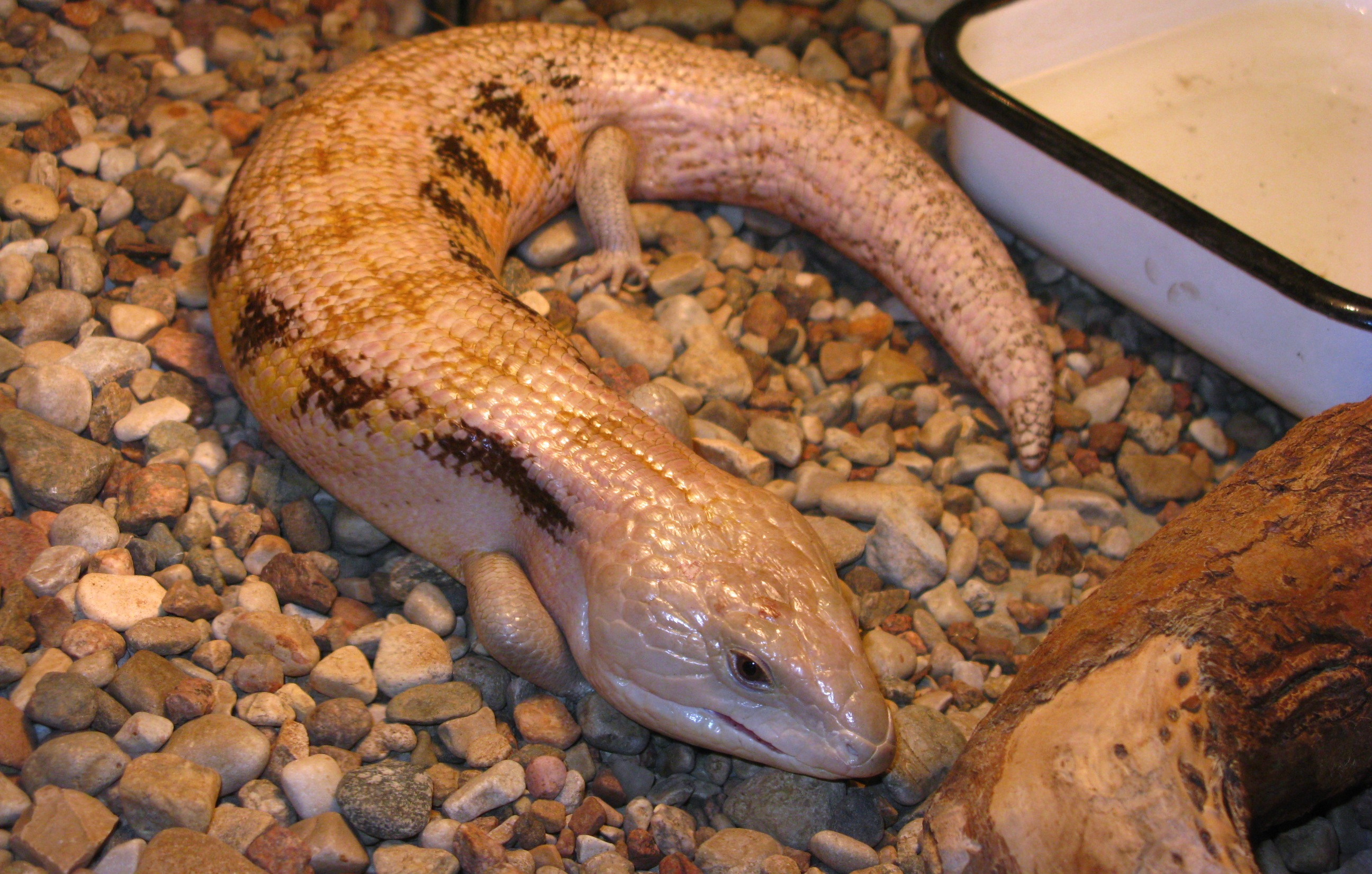
Een noordelijke blauwtongskink (Tiliqua scincoides intermedia) in een terrarium.

Blauwtongskinken zijn populair in de handel in exotische dieren. Ze kunnen in gevangenschap worden gehouden in een glazen bak die een terrarium wordt genoemd. Blauwtongskinken hebben als voordeel dat ze erg rustig zijn in vergelijking met de meeste hagedissen. Als ze zich bedreigd voelen blazen ze hun lichaam op om groter te lijken en maken sisgeluiden, ze bijten echter zelden.
Australië heeft exportverboden uitgevaardigd maar de ex-situpopulaties, dus van in gevangenschap gehouden exemplaren, zijn wereldwijd niet erg groot. Hierdoor zijn de Australische dieren zelden beschikbaar in de verkoop. Het nadeel is dus dat nakweekdieren vrij prijzig zijn.
De Indonesische soorten worden ook vrij weinig gekweekt omdat deze vrij geïmporteerd mogen worden. Dit houdt in dat veel mensen de moeite niet nemen om deze dieren te kweken maar ze eerder uit het wild te vangen. Daardoor worden reuzenblauwtongskinken vaak afgeschreven als agressief en slechte huisdieren, maar met veel geduld zijn de skinken ook nog vrij "tam" te krijgen.
In gevangenschap kan een breed scala aan voedsel worden aangeboden, variërend van krekels, groenten en fruit, honden/kattenvoer uit blik, nestjonge muizen (pinkies) en slakken. Exemplaren die voedsel weigeren kan vanillevla worden aangeboden; hier zijn de skinken dol op, dit moet echter alleen uit nood gevoerd worden.

## Naamgeving en taxonomie
Het geslacht Tiliqua werd voor het eerst wetenschappelijk beschreven door John Edward Gray in 1825. Tegenwoordig telt de groep zeven soorten maar eerder was het geslacht soortenrijker. In het verleden wordt ook de slakkenskink (Cyclydomorphus gerrardii) tot de blauwtongskinken gerekend. Hoewel deze soort geen blauwe tong heeft lijkt de hagedis uiterlijk sterk op de blauwtongskinken en deelt ook enige gewoonten zoals de voorkeur voor slakken. Een ander voorbeeld is de rouwskink (Lissolepis luctuosa), die voorkomt in uiterst zuidwestelijk Australië.
Het geslacht Tiliqua wordt verdeeld in zeven soorten, drie van deze soorten zijn verder onderverdeeld in ondersoorten. De ondersoorten verschillen voornamelijk in verspreidingsgebied, maar ook de tekeningen kunnen afwijken. In de onderstaande tabel zijn alle soorten en eventuele ondersoorten weergegeven. Er zijn drie soorten die verdeeld worden in ondersoorten, met tien ondersoorten in totaal.
| Soorten en ondersoorten van de blauwtongskinken | Soorten en ondersoorten van de blauwtongskinken                    | Soorten en ondersoorten van de blauwtongskinken                            | Soorten en ondersoorten van de blauwtongskinken                                                                          |
| Afbeelding                                      | Soort                                                              | Ondersoort                                                                 | Kenmerken |
| ----------------------------------------------- | ------------------------------------------------------------------ | -------------------------------------------------------------------------- | --- |
|                                                 | Tiliqua adelaidensis (Peters, 1863)                                |                                                                            | In het zuiden van Australië in de staat Zuid-Australië en verder op Tasmanië.                                            |
|                                                 | Reuzenblauwtongskink (Tiliqua gigas, Schneider, 1801)              |                                                                            | Grote delen van Papoea-Nieuw-Guinea en Indonesië.                                                                        |
|                                                 |                                                                    | Merauke blauwtongskink (Tiliqua gigas evanescens) (Shea, 2000)             | Oostelijk en zuidelijk Papoea-Nieuw-Guinea, Irian Jaya (Indonesië).                                                      |
|                                                 |                                                                    | Tiliqua gigas keiensis (Oudemans, 1894)                                    | Molukken, de soort is endemisch op de Kei-eilanden.                                                                      |
|                                                 |                                                                    | Nieuw-Guinea blauwtongskink (Tiliqua gigas gigas) (Schneider, 1801)        | Grote delen van Papoea-Nieuw-Guinea en Indonesië.                                                                        |
|                                                 | Tiliqua multifasciata (Sternfeld, 1919)                            |                                                                            | Grote delen van Australië, in de staten Noordelijk Territorium, Queensland, Zuid-Australië, West-Australië               |
|                                                 | Gevlekte blauwtongskink (Tiliqua nigrolutea, Quoy & Gaimard, 1824) |                                                                            | Zuidoostelijk Australië, in de staten New South Wales, Victoria, Zuid-Australië en ook op Tasmanië.                      |
|                                                 | Westelijke blauwtongskink (Tiliqua occipitalis, Peters, 1863)      |                                                                            | Alle staten van Australië, New South Wales, Noordelijk Territorium, Queensland, Victoria, West-Australië, Zuid-Australië |
|                                                 | Pijnappelskink (Tiliqua rugosa, Gray, 1825)                        |                                                                            | Grote delen van Australië, maar niet in het Noordelijk Territorium.                                                      |
|                                                 |                                                                    | Tiliqua rugosa asper (Gray, 1845)                                          | Komt voor in oostelijk Australië.                                                                                        |
|                                                 |                                                                    | Tiliqua rugosa konowi (Mertens, 1958)                                      | Komt voor op het zuidwestelijk gelegen eiland Rottnest Island.                                                           |
|                                                 |                                                                    | Tiliqua rugosa rugosa (Gray, 1825)                                         | Komt voor in westelijk Australië.                                                                                        |
|                                                 |                                                                    | Tiliqua rugosa palarra (Shea, 2000)                                        | Komt voor in westelijk Australië bij Shark Bay.                                                                          |
|                                                 | Gewone blauwtongskink (Tiliqua scincoides, White, 1790)            |                                                                            | Komt voor in geheel Australië en delen van Indonesië                                                                     |
|                                                 |                                                                    | Tiliqua scincoides scincoides (White, 1790)                                | Komt voor in zuidelijk en oostelijk Australië.                                                                           |
|                                                 |                                                                    | Noordelijke blauwtongskink (Tiliqua scincoides intermedia, Mitchell, 1955) | Komt voor in noordelijk Australië.                                                                                       |
|                                                 |                                                                    | Tanimbar-blauwtongskink Tiliqua scincoides chimaerea (Shea, 2000)          | Komt endemisch voor in Indonesië.                                                                                        |